# Erik Møse
Erik Møse (9 de octubre de 1950) es un juez noruego.
Fue Presidente del Tribunal Penal Internacional para Ruanda (TPIR) entre 2003 y 2007, fue el Juez al mando de la Primera Cámara de juicio del ICTR.
Se graduó de la Universidad de Oslo y posteriormente realizó estudios de licenciado en Geneva. Comenzó a enseñar en la Universidad de Oslo en 1981. Luego pasó a ser asociado en la Universidad de Essex en Inglaterra y posteriormente recibió un doctor honoris causa.[cita requerida] Ha publicado numerosas obras en el campo de los derechos humanos. Entre otros,  dirigió el comité que publicó el Informe Oficial noruego 1993:18 en derechos humanos.
Antes de unirse al TPIR, fue jefe del departamento del Ministerio de Justicia y la Policía de Noruega hasta 1986; juez adjunto, abogado defensor en la Corte Suprema en la oficina del procurador general de 1986 a 1993; juez presidente de la Corte de Apelaciones de Borgarting en Oslo entre 1993 y 1999.
Møse fue vicepresidente del TPIR en 1999, después pasó a ser presidente en 2003, sucediendo a Navanethem Pillay. Møse fue reemplazado en 2007 por Dennis Byron. En 2008 fue nombrado juez de la Corte Suprema Noruega. En 2011 fue elegido juez en el Tribunal Europeo de Derechos humanos.
Møse está casado y tiene dos hijos, ambos asistieron al campus de la Escuela Internacional Moshi Arusha y a la Escuela Internacional Moshi.